# Ähnlichkeit (Matrix)
In dem mathematischen Teilgebiet lineare Algebra ist Ähnlichkeit eine Äquivalenzrelation auf der Klasse der quadratischen Matrizen. Ähnliche Matrizen beschreiben dieselbe lineare Selbstabbildung (Endomorphismus) bei Verwendung unterschiedlicher Basen.

## Definition
Zwei {\displaystyle n}-dimensionale quadratische Matrizen {\displaystyle A,B\in K^{n\times n}} über dem Körper {\displaystyle K} heißen zueinander ähnlich, wenn es eine reguläre Matrix {\displaystyle S\in K^{n\times n}} gibt, sodass
{\displaystyle B=S^{-1}AS}
oder äquivalent
{\displaystyle SB=AS}
gilt. Die Abbildung
{\displaystyle A\mapsto B=S^{-1}AS}
heißt Ähnlichkeitsabbildung oder Ähnlichkeitstransformation. Ist eine Matrix einer Diagonalmatrix ähnlich, so heißt sie diagonalisierbar; ist sie einer oberen Dreiecksmatrix ähnlich, so heißt sie trigonalisierbar.

## Beispiel
Die beiden reellen Matrizen
{\displaystyle A={\begin{pmatrix}-3&2\\-1&0\end{pmatrix}}}   und   {\displaystyle B={\begin{pmatrix}2&3\\-4&-5\end{pmatrix}}}
sind zueinander ähnlich, denn mit der regulären Matrix
{\displaystyle S={\begin{pmatrix}2&1\\3&2\end{pmatrix}}}
gilt
{\displaystyle S^{-1}AS={\begin{pmatrix}2&-1\\-3&2\end{pmatrix}}\cdot {\begin{pmatrix}-3&2\\-1&0\end{pmatrix}}\cdot {\begin{pmatrix}2&1\\3&2\end{pmatrix}}={\begin{pmatrix}2&-1\\-3&2\end{pmatrix}}\cdot {\begin{pmatrix}0&1\\-2&-1\end{pmatrix}}={\begin{pmatrix}2&3\\-4&-5\end{pmatrix}}=B}.
Die Matrix {\displaystyle S} ist dabei nicht eindeutig bestimmt, denn auch jedes Vielfache {\displaystyle cS} mit {\displaystyle c\neq 0} erfüllt diese Identität.

## Eigenschaften

### Kenngrößen
Zwei zueinander ähnliche Matrizen {\displaystyle A,B\in K^{n\times n}} haben das gleiche charakteristische Polynom, denn es gilt mit der Kommutativität der Einheitsmatrix {\displaystyle I\in K^{n\times n}}, dem Determinantenproduktsatz und der Determinante der Inversen
{\displaystyle {\begin{aligned}\chi _{B}(\lambda )&=\det(\lambda I-B)=\det(\lambda I-S^{-1}AS)=\det(S^{-1}\lambda IS-S^{-1}AS)=\\&=\det(S^{-1}(\lambda I-A)S)=\det(S^{-1})\det(\lambda I-A)\det(S)=\det(\lambda I-A)=\chi _{A}(\lambda ).\end{aligned}}}
Daher haben zueinander ähnliche Matrizen
- die gleichen Eigenwerte (aber nicht notwendigerweise die gleichen Eigenvektoren),
- die gleiche Determinante und
- die gleiche Spur.

Außerdem haben zueinander ähnliche Matrizen
- den gleichen Rang,
- das gleiche Minimalpolynom und
- die gleiche jordansche Normalform.

### Charakterisierung
Zwei komplexe Matrizen sind genau dann zueinander ähnlich, wenn sie (bis auf die Reihenfolge der Jordanblöcke) die gleiche jordansche Normalform haben.
Allgemein sind nach dem Lemma von Frobenius zwei Matrizen {\displaystyle A} und {\displaystyle B} genau dann zueinander ähnlich, wenn sie die gleiche Frobenius-Normalform besitzen. Das ist genau dann der Fall, wenn ihre charakteristischen Matrizen {\displaystyle xI-A} und {\displaystyle xI-B} die gleiche Smith-Normalform aufweisen.

### Äquivalenzklassen
Die Ähnlichkeit von Matrizen ist eine Äquivalenzrelation, also reflexiv, symmetrisch und transitiv. Man schreibt
{\displaystyle A\sim B},
wenn {\displaystyle A} und {\displaystyle B} zueinander ähnlich sind, und notiert die zu einer Matrix {\displaystyle A\in K^{n\times n}} zugehörige Äquivalenzklasse durch
{\displaystyle [A]=\{B\in K^{n\times n}\mid B\sim A\}}.
Zum Beispiel besteht die Äquivalenzklasse der zu einem Vielfachen {\displaystyle cI} mit {\displaystyle c\in K} der Einheitsmatrix {\displaystyle I\in K^{n\times n}} ähnlichen Matrizen aus genau einem Element {\displaystyle \left[cI\right]=\{cI\}}, denn {\displaystyle S^{-1}(cI)S=cI} für alle regulären Matrizen {\displaystyle S\in K^{n\times n}}.
Die Ähnlichkeit von Matrizen ist ein Spezialfall der allgemeiner definierten Äquivalenz auf der Klasse der {\displaystyle (m\times n)}-Matrizen.

## Berechnung der Transformationsmatrix

### Vorgehensweise
Sind zwei zueinander ähnliche Matrizen {\displaystyle A,B\in K^{n\times n}} gegeben, so lässt sich eine Matrix {\displaystyle S}, mit der {\displaystyle B=S^{-1}AS} gilt, folgendermaßen ermitteln. Zunächst werden die beiden Matrizen {\displaystyle A} und {\displaystyle B} in die gleiche Frobenius-Normalform (oder, falls möglich, die gleiche Jordan-Normalform) {\displaystyle F\in K^{n\times n}} überführt. Sind die beiden hierzu verwendeten Ähnlichkeitstransformationen
{\displaystyle F=G^{-1}AG}   und   {\displaystyle F=H^{-1}BH}
mit regulären Matrizen {\displaystyle G,H\in K^{n\times n}}, so folgt daraus durch Gleichsetzen
{\displaystyle B=HG^{-1}AGH^{-1}=\left(GH^{-1}\right)^{-1}A\left(GH^{-1}\right)}.
Die gesuchte Transformationsmatrix ist demnach
{\displaystyle S=GH^{-1}}.

### Beispiel
Seien die beiden {\displaystyle (2\times 2)}-Matrizen {\displaystyle A} und {\displaystyle B} wie im obigen Beispiel gegeben. Die charakteristischen Polynome der beiden Matrizen ergeben sich zu
{\displaystyle \chi _{A}(\lambda )=\det(\lambda I-A)=(\lambda +3)\lambda +2=(\lambda +2)(\lambda +1)}
und
{\displaystyle \chi _{B}(\lambda )=\det(\lambda I-B)=(\lambda -2)(\lambda +5)+12=(\lambda +2)(\lambda +1)}.
Die beiden charakteristischen Polynome stimmen also überein, wobei die Eigenwerte {\displaystyle \lambda _{1}=-2} und {\displaystyle \lambda _{2}=-1} sind. Weil das charakteristische Polynom vollständig in reelle Linearfaktoren zerfällt, lässt sich zu beiden Matrizen die gleiche Jordan-Normalform aufstellen, die in diesem Fall die Diagonalgestalt
{\displaystyle F={\begin{pmatrix}-2&0\\0&-1\end{pmatrix}}}
hat. Die Transformationsmatrizen in die Jordan-Normalform haben dabei die Form {\displaystyle G=(v_{1}\mid v_{2})} und {\displaystyle H=(w_{1}\mid w_{2})}, wobei {\displaystyle v_{1},w_{1}} jeweils Eigenvektoren zum Eigenwert {\displaystyle \lambda _{1}=-2} und {\displaystyle v_{2},w_{2}} jeweils Eigenvektoren zum Eigenwert {\displaystyle \lambda _{2}=-1} sind. Für {\displaystyle A} ergeben sich zwei Eigenvektoren durch Lösung von {\displaystyle (-2I-A)v_{1}=0} und {\displaystyle (-I-A)v_{2}=0} als
{\displaystyle v_{1}={\begin{pmatrix}2\\1\end{pmatrix}}}   und   {\displaystyle v_{2}={\begin{pmatrix}1\\1\end{pmatrix}}}.
Entsprechend ergeben sich für {\displaystyle B} zwei Eigenvektoren durch Lösung von {\displaystyle (2I+B)w_{1}=0} und {\displaystyle (I+B)w_{2}=0} als
{\displaystyle w_{1}={\begin{pmatrix}3\\-4\end{pmatrix}}}   und   {\displaystyle w_{2}={\begin{pmatrix}1\\-1\end{pmatrix}}}.
Die beiden Transformationsmatrizen in die Jordan-Normalform {\displaystyle F} sind demnach
{\displaystyle G={\begin{pmatrix}2&1\\1&1\end{pmatrix}}}   und   {\displaystyle H={\begin{pmatrix}3&1\\-4&-1\end{pmatrix}}},
und die gesuchte Ähnlichkeitstransformationsmatrix ist damit
{\displaystyle S=GH^{-1}={\begin{pmatrix}2&1\\1&1\end{pmatrix}}\cdot {\begin{pmatrix}-1&-1\\4&3\end{pmatrix}}={\begin{pmatrix}2&1\\3&2\end{pmatrix}}}.